# Lindernia andongensis
Lindernia andongensis é uma espécie botânica do gênero Lindernia pertencente à família Linderniaceae.